# 팃사디 사하웡
팃사디 사하웡(태국어: ทฤษฎี สหวงษ์ 1980년 1월 23일 ~ 2016년 1월 18일)은 태국의 배우이다.

## 어린 시절
부리람주 태국에서 태어났다. 의사응우안 교수(ศาสตราจารย์สงวน)와 핏사마이 사하웡의(พิศมัย สหวงษ์)장남이었다. 남동생 두 명이 있다. 그의 아버지는 랏차팟부리람대학 교수이다. 그의 어머니는 교사다.
그는 부리람핏타야콤학교에서 보조 수업 시간에 교육을 완료했다. 그는 대학 수업에 성공 교육 그는 중등 5에서 공부 한 이후에 그는 랏차팟잔타라가셈대학교에서 대학 수업을 마쳤다
그런 다음 그는 교육을 마쳤다. 그는 시암상업은행에서 일했다. 2004년 남성 모델에 의한 연예인 무대에서의 직업에, 그는 "Kleo Young" 상을 받았다. 그런 다음 그는 연예인 무대에서 완성되었다. 2005년 채널 3와 독점 계약 그는 첫 TV 드라마 "Likasit Huajai"을 연기했다.

## 개인 생활
그는 왠다 뭇타수완(แวนดา มุททาสุวรรณ)과 결혼했다. 2013년 태권도 스포츠 인물 및 기자 그들이 10년 동안 친구 후 그들은 딸이 파콴 "마리" 사하웡(พาขวัญ "มะลิ" สหวงษ์)이다. 2013년 10월 24일에 태어났다.

## 사망
그는 2015년부터 뎅기열에 걸렸다. 그는 라마티버디병원에서 치료를 받았다. 의사조차도 그에게 매우 어려운 증상이었다. 그러나 그는 오른쪽 폐에 감염으로 가라 앉는 증상이었다. 그리고 그는 2016년 1월 18일 오전 11시 50분, 35세 나이에 사망했다.

## 필모그래피
- "Likasit Huajai" (2005)
- Phoo Yai Lee Kab Nang Ma (2011)
- Mon Rak Luk Thung (2012)
- Sao Noi Loy Larn (2016)
- Tan Chai Kammalor (2016)